# Windisch
Windisch (toponimo tedesco; fino al XIX secolo ufficialmente Windisch und Oberburg) è un comune svizzero di 7 636 abitanti del Canton Argovia, nel distretto di Brugg.

## Storia
Nel territorio del moderno comune, alla confluenza della Reuss e dell'Aar, in età antica sorgeva il campo legionario romano di Vindonissa.

## Monumenti e luoghi d'interesse

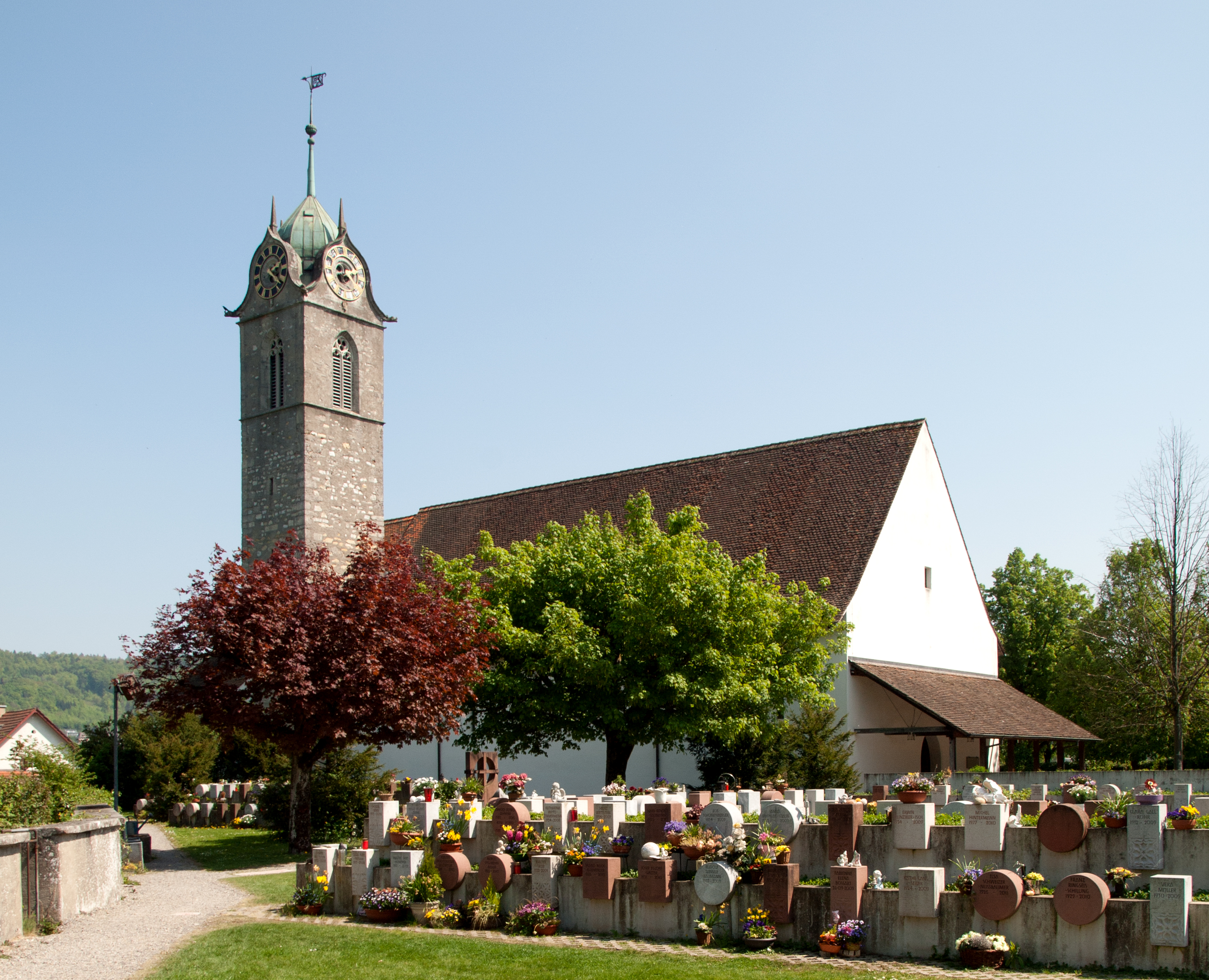
La chiesa riformata

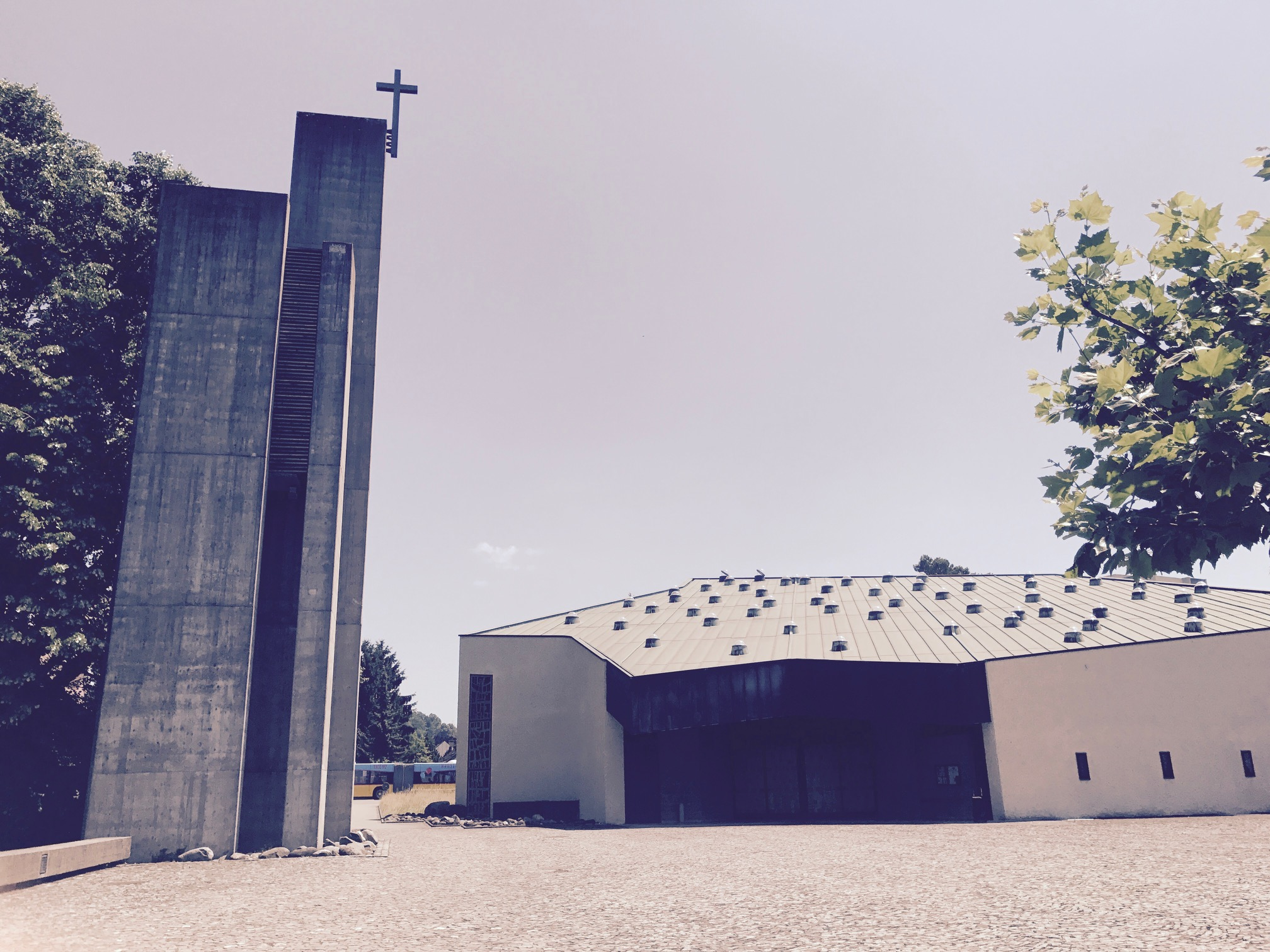
La chiesa cattolica di Santa Maria

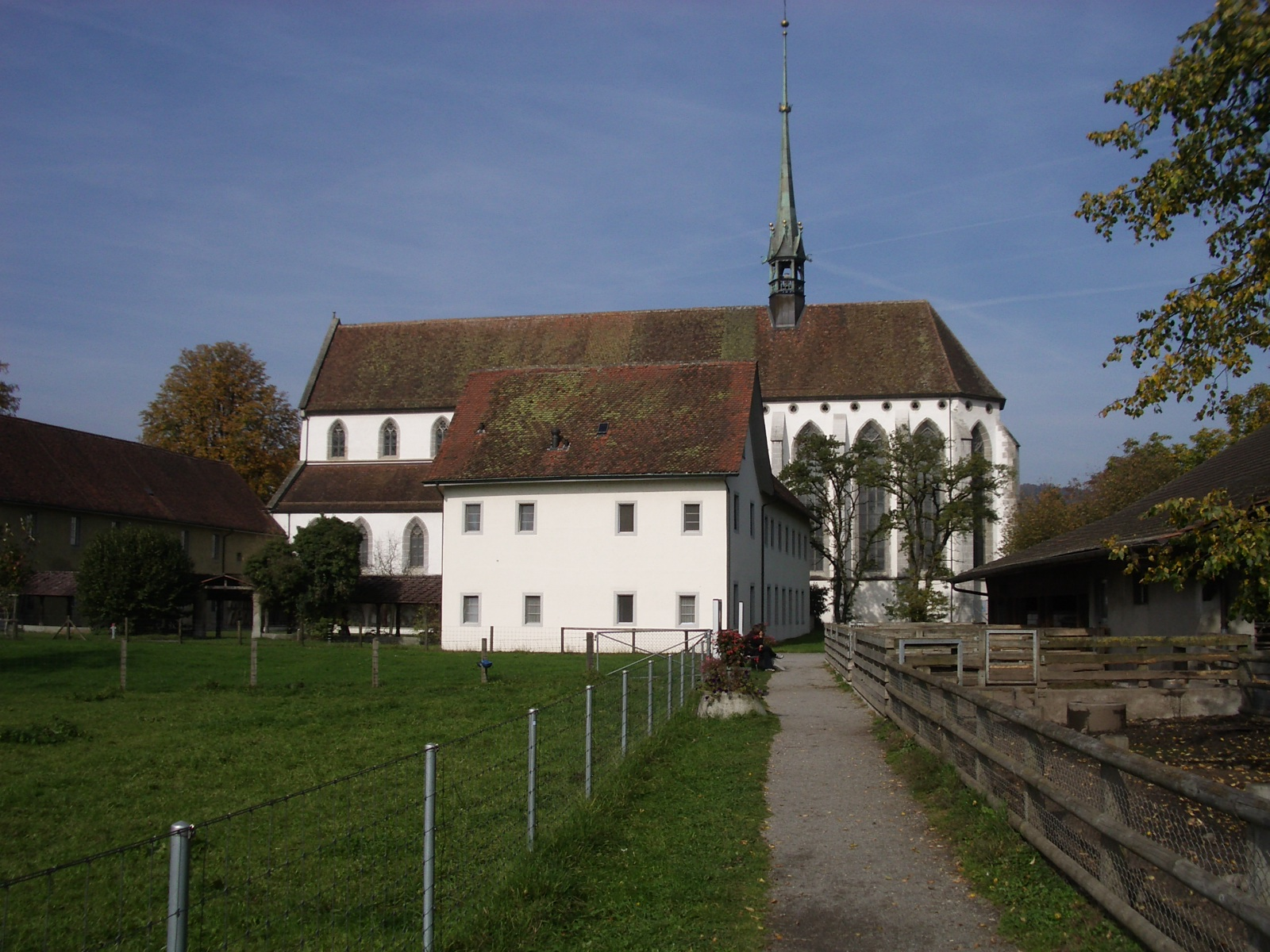
Il convento di Königsfelden

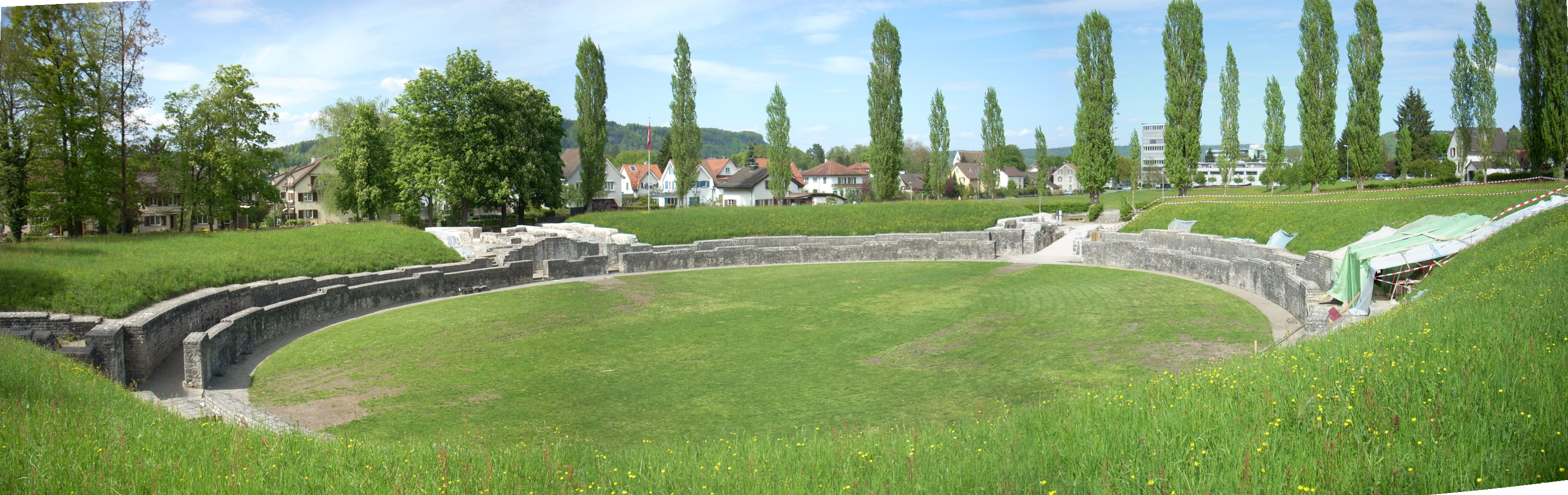
L'anfiteatro romano

- Chiesa riformata, eretta nel VI secolo e ricostruita nel 1310-1330[1];
- Chiesa cattolica di Santa Maria, eretta nel 1965[1];
- Convento di Königsfelden, fondato nel 1311 e soppresso nel 1528[3];
- Anfiteatro romano[2].

## Società

### Evoluzione demografica
L'evoluzione demografica è riportata nella seguente tabella:
Abitanti censiti

## Geografia antropica

### Frazioni
- Bachtalen
- Fahrgut
- Königsfelden
- Lindhof
- Oberburg
- Schürhof
- Windisch

## Amministrazione
Ogni famiglia originaria del luogo fa parte del cosiddetto comune patriziale e ha la responsabilità della manutenzione di ogni bene ricadente all'interno dei confini del comune.